# Omnium Gatherum
Omnium Gatherum ist eine finnische Melodic-Death-Metal-Band. Es zählen Bands aus verschiedenen Stilrichtungen zu ihren Einflüssen, so zum Beispiel At the Gates, Judas Priest oder Katatonia.

## Bandgeschichte
Die Band wurde im Herbst 1996 von Markus Vanhala und Olli Lappalainen gegründet.
1997 wurde die erste Demo-CD Forbidden Decay produziert, auf die die selbst finanzierten Demos Omnium Gatherum (1998) und Gardens, Temples… This Hell (1999) folgten. Doch erst die vierte Demo Wastrel (2001) mit dem neuen Sänger Antti Fillpu verschaffte Omnium Gatherum einen Plattenvertrag bei dem Label Rage of Achilles. Kurz darauf wurde die Debüt-EP Steal the Light eingespielt.
Bereits ein Jahr später wurde das Debütalbum Spirits and August Light produziert, das von Kritikern gelobt wurde und hohe Bewertungen bekam und zu dem das erste Video Writhen gedreht wurde. Nach einem Label-Wechsel zu Nuclear Blast wurde im Jahr 2004 das Album Years in Waste veröffentlicht.
2006 trennten sich Omnium Gatherum sowohl von dem Label Nuclear Blast als auch vom Sänger Antti Filppu. Er wurde durch Jukka Pelkonen (Elenium) ersetzt. Das dritte Album Stuck here on Snake’s way ist im April 2007 erschienen.
2008 erschien das Album The Redshift, welches in den finnischen Albumcharts auf Platz 24 debütierte.
Kurz vor Beginn der Europatour 2009 mit den Bands Swallow the Sun und Insomnium verließ Bassist Janne Markkanen die Band. Er wurde nach seinem Austritt durch Toni Mäki ersetzt.
Am 4. Februar 2011 veröffentlichte die Band mit New World Shadows ihr fünftes Album unter dem Label „Lifeforce Records“.
Im November 2011 ging die Band innerhalb des Neckbreakers Ball in Europa auf Tournee. Nur ein Jahr nach Veröffentlichung des letzten Albums waren im Februar 2012 erste Grundgerüste für ein neues Album erstellt. Im Juli desselben Jahres wurden die Aufnahmen begonnen.
Am 24. September wurde auf der offiziellen Homepage sowie bei Facebook bekannt gegeben, dass der Ersatzbassist Eerik Purdon nun durch den festen Bassisten Erkki Silvennoinen abgelöst wurde. Eerik Purdon hatte schon früher in der Band gespielt und auf Tourneen und im Studio ausgeholfen, nachdem Toni Mäki die Band 2011 verließ. Erkki war zuvor bei den Bands Amoral und Ari Koivunen erfolgreich gewesen.
Nach erfolgreicher Tournee in Japan wurde am 22. Februar 2013 das sechste Studioalbum Beyond veröffentlicht. Zum Tag der Veröffentlichung begann eine Finnlandtournee der Band. Am 30. August 2013 startete die Beyond World Tour in Europa. Danach folgen Auftritte in Asien und den USA.
Am 9. April 2020 gab die Band weitere Änderungen an der Besetzung bekannt. Hinzu kam Bassist Mikko Kivistö, während Gitarrist Joonas Koto die Band verließ. Er wurde vorübergehend durch Jani Liimatainen und Nick Cordle vertreten.
Am 29. Juni 2022 wurde Nick Cordle als zweiter fester Gitarrist der Band vorgestellt. Cordle spielte unter anderem von 2008 bis 2012 bei der amerikanischen Death-Metal-Band Arsis und von 2012 bis 2014 bei der schwedischen Melodic-Death-Metal-Band Arch Enemy.

## Bandmitglieder

Omnium Gatherum live auf dem Rockharz 2019
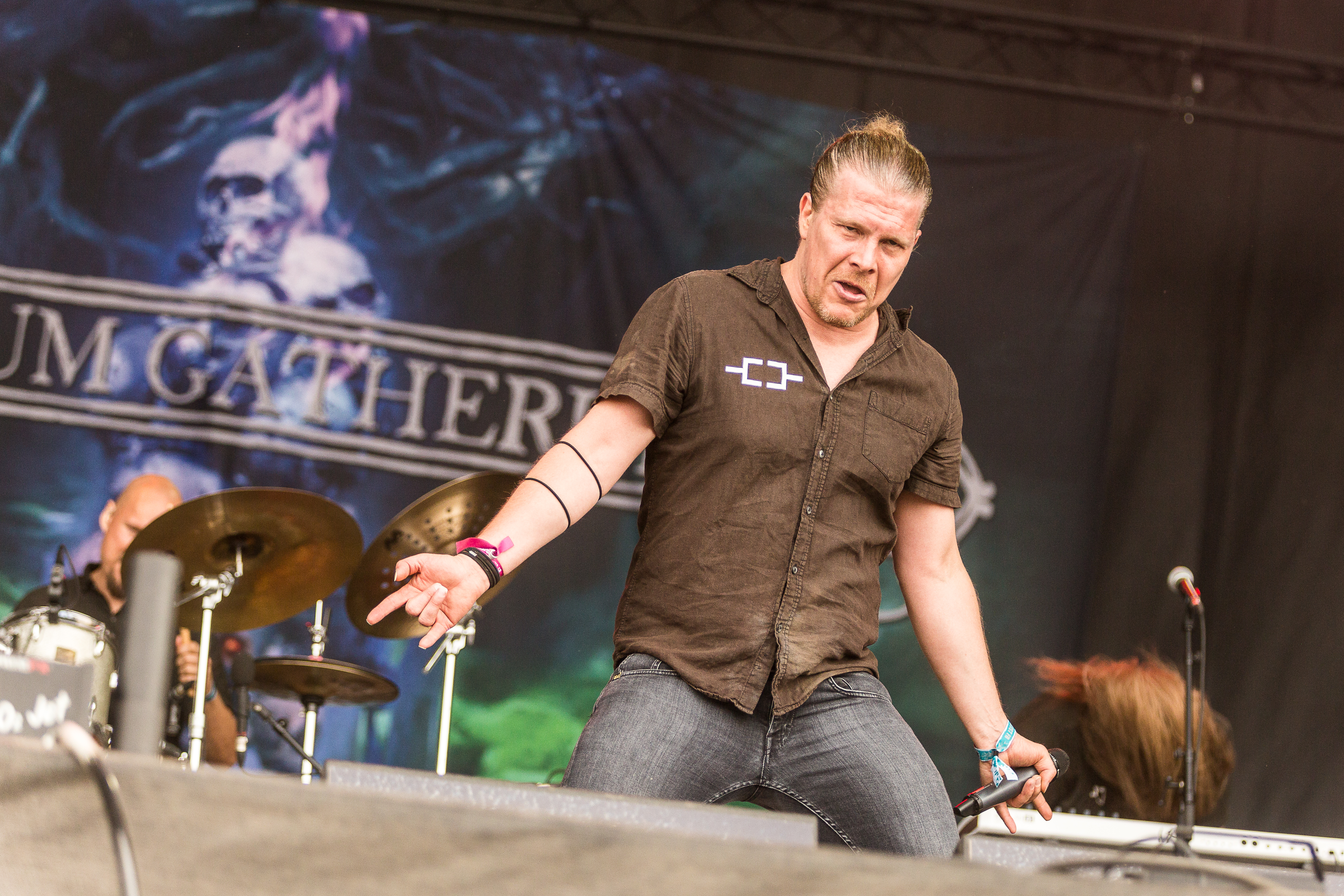
Sänger Jukka Pelkonen
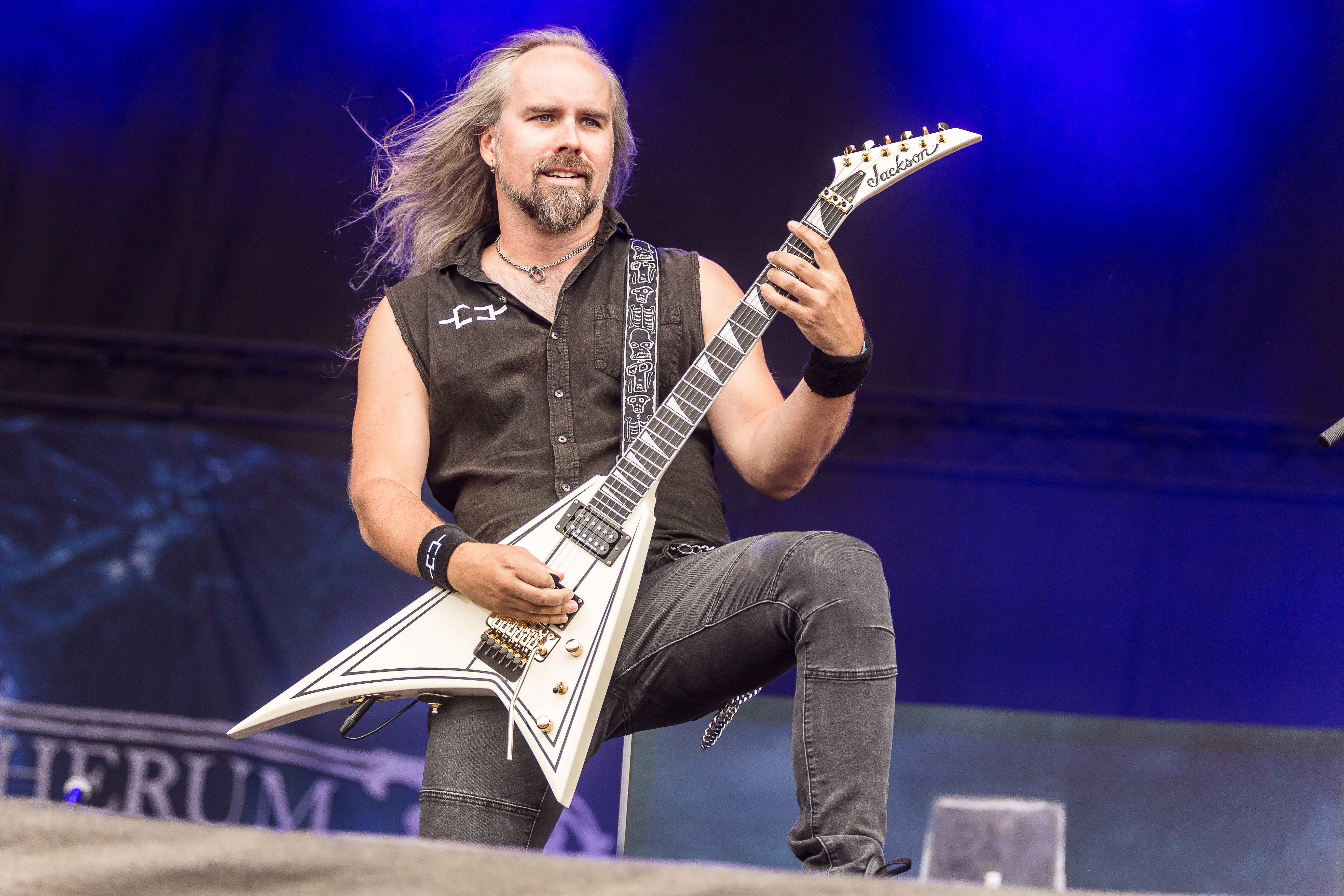
Leadgitarrist Markus Vanhala
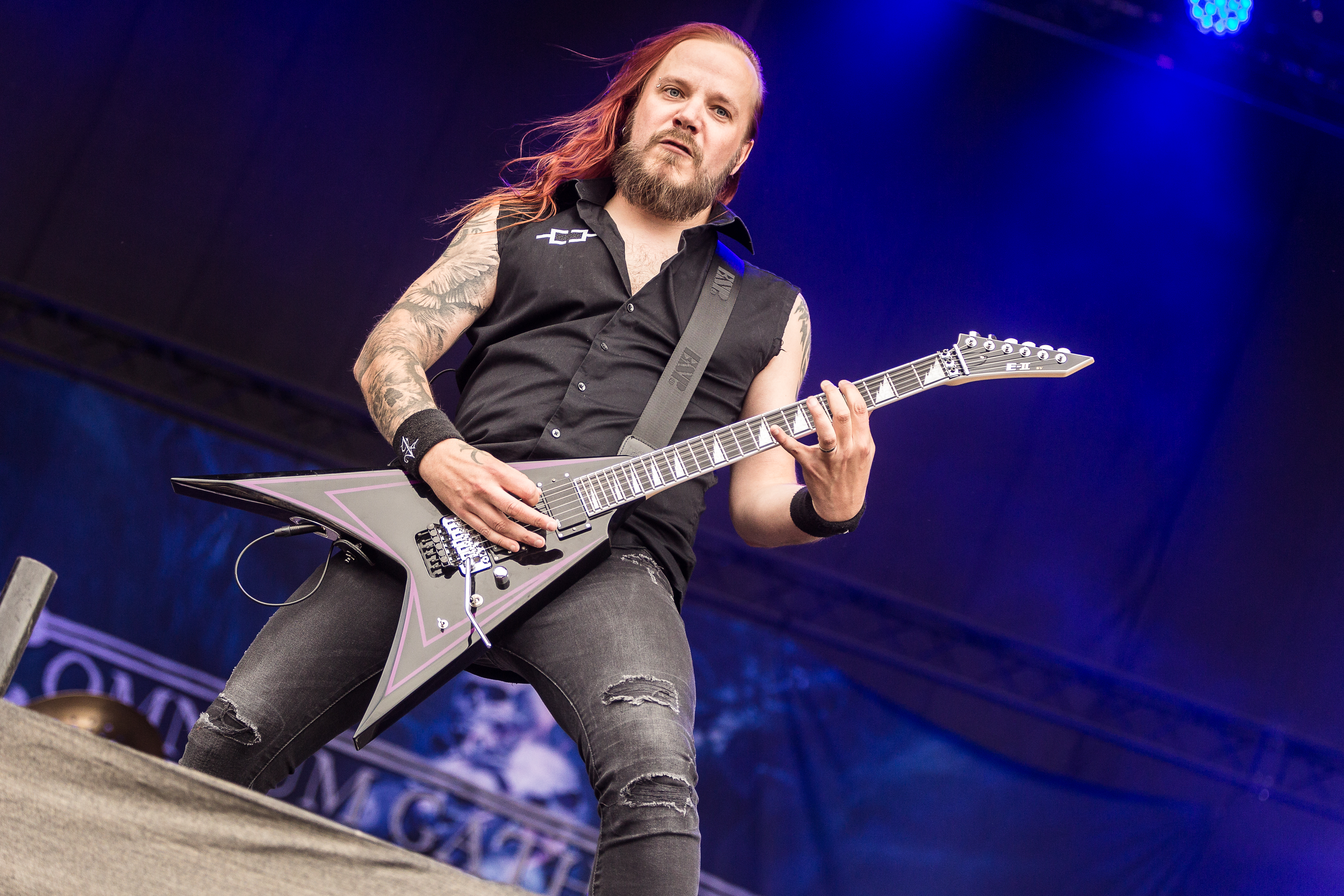
Live-Rhythmusgitarrist Jani Liimatainen
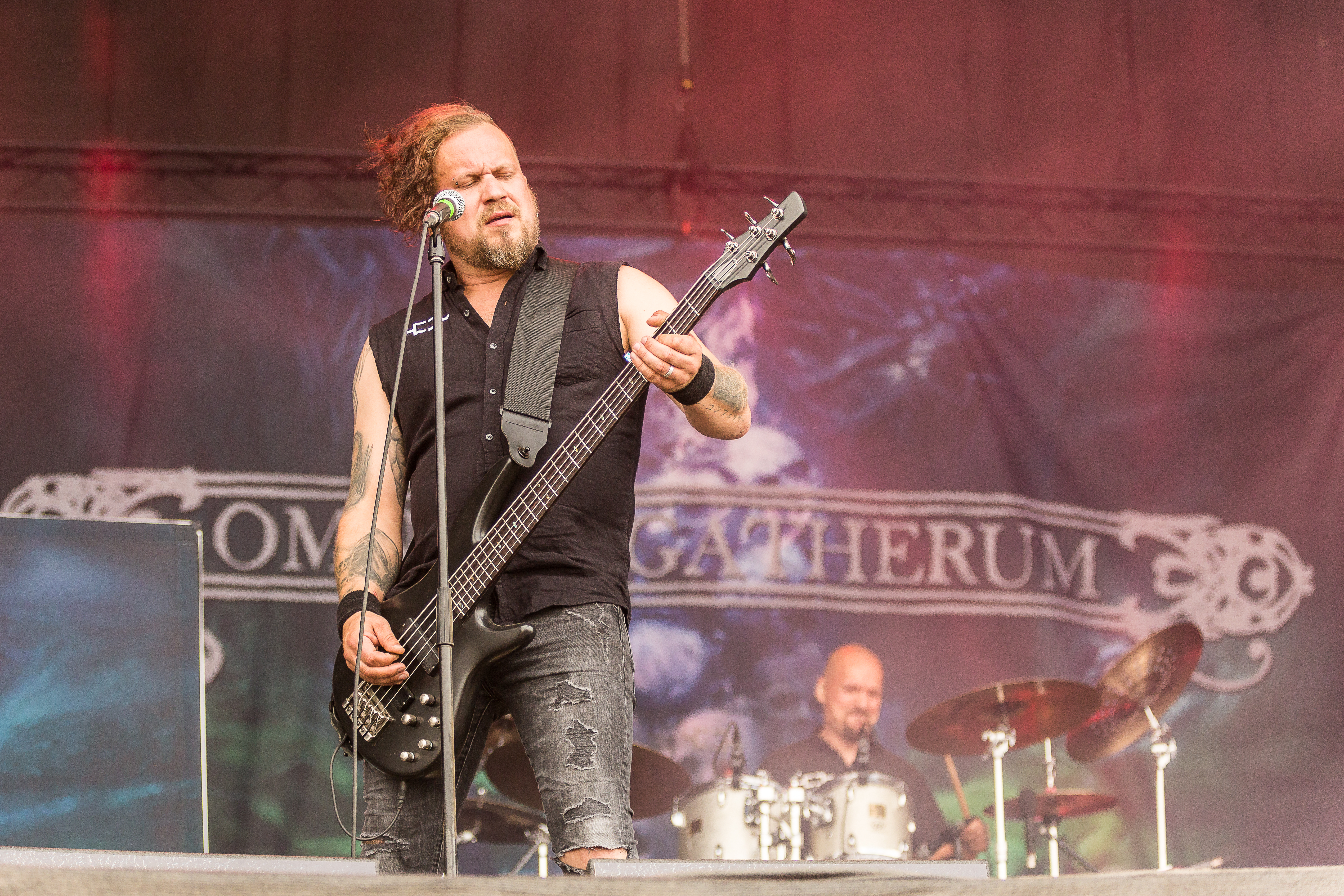
Bassist Erkki Silvennoinen
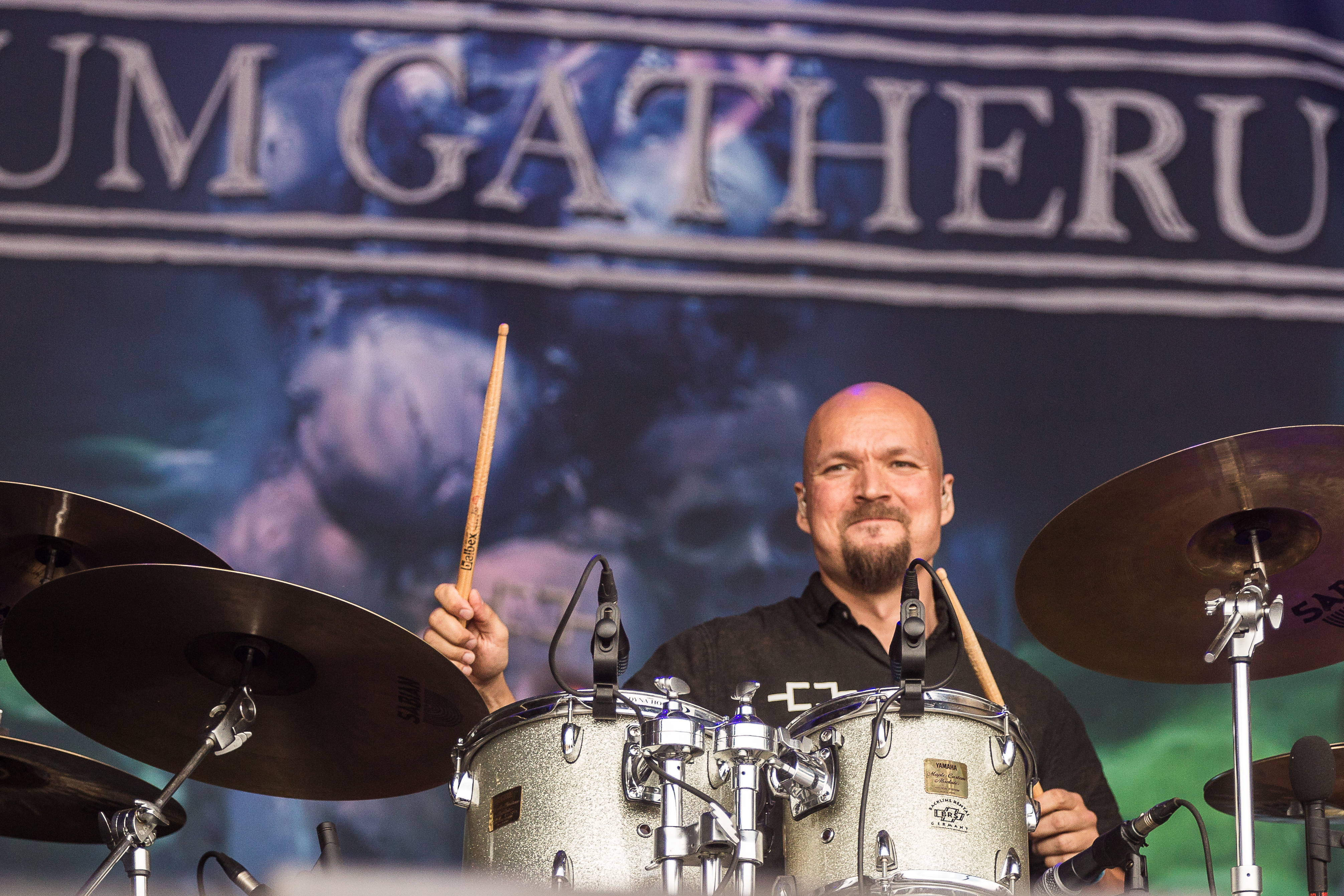
Schlagzeuger Tuomo Latvala
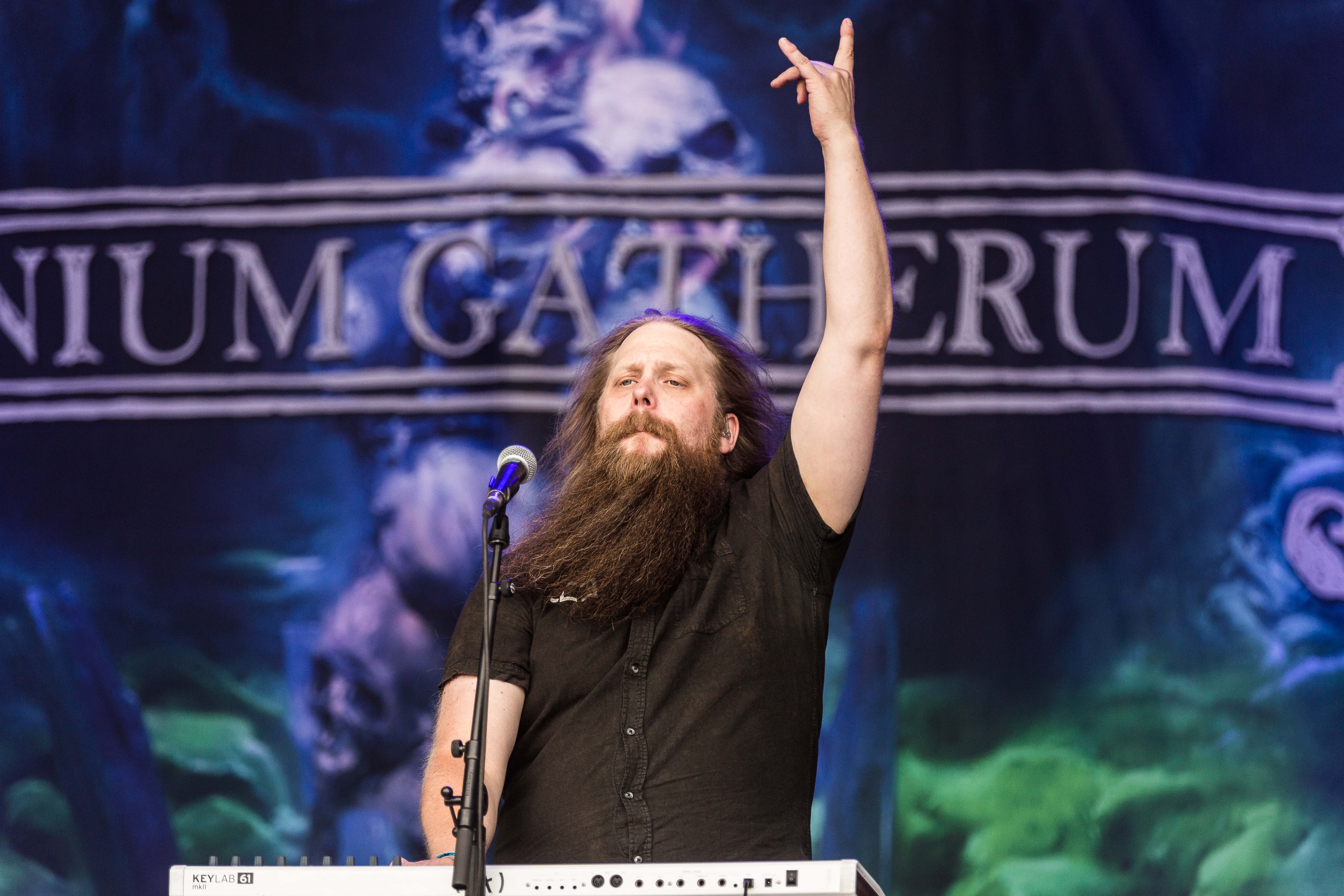
Keyboarder Aapo Koivisto

## Diskografie

### Alben
| Jahr | Titel Musiklabel                              | Höchstplatzierung, Gesamtwochen, AuszeichnungChartplatzierungen (Jahr, Titel, Musiklabel, Platzierungen, Wochen, Auszeichnungen, Anmerkungen) | Höchstplatzierung, Gesamtwochen, AuszeichnungChartplatzierungen (Jahr, Titel, Musiklabel, Platzierungen, Wochen, Auszeichnungen, Anmerkungen) | Höchstplatzierung, Gesamtwochen, AuszeichnungChartplatzierungen (Jahr, Titel, Musiklabel, Platzierungen, Wochen, Auszeichnungen, Anmerkungen) | Anmerkungen                              |
| Jahr | Titel Musiklabel                              | FI | DE | CH | Anmerkungen                              |
| ---- | --------------------------------------------- | --- | --- | --- | ---------------------------------------- |
| 2003 | Spirits and August Light Rage of Achilles     | — | — | — | Erstveröffentlichung: 24. Februar 2003   |
| 2004 | Years in Waste Nuclear Blast                  | — | — | — | Erstveröffentlichung: 9. November 2004   |
| 2007 | Stuck Here on Snake’s Way Candlelight Records | FI31 (1 Wo.)FI | — | — | Erstveröffentlichung: 2. April 2007      |
| 2008 | The Redshift Candlelight Records              | FI24 (1 Wo.)FI | — | — | Erstveröffentlichung: 22. September 2008 |
| 2011 | New World Shadows Lifeforce Records           | FI5 (1 Wo.)FI | — | — | Erstveröffentlichung: 4. Februar 2011    |
| 2013 | Beyond Lifeforce Records                      | FI8 (2 Wo.)FI | — | — | Erstveröffentlichung: 22. Februar 2013   |
| 2016 | Grey Heavens Lifeforce Records                | FI2 (1 Wo.)FI | — | — | Erstveröffentlichung: 26. Februar 2016   |
| 2018 | The Burning Cold Century Media (Sony Music)   | FI4 (1 Wo.)FI | — | — | Erstveröffentlichung: 31. August 2018    |
| 2021 | Origin Century Media (Sony Music)             | FI5 (1 Wo.)FI | DE92 (1 Wo.)DE | CH56 (1 Wo.)CH | Erstveröffentlichung: 5. November 2021   |

### Weitere Veröffentlichungen
- 2002: Steal the Light (EP, Rage of Achilles)
- 2015: Out to the Sea / Skyline (Split-7" mit Insomnium, Century Media)
- 2017: Höndin Sem Veggina Klórar / Blade Reflections (Split-7" mit Skálmöld, Napalm Records)
- 2023: Slasher (EP)